# Basílica Menor e Convento de São Pedro

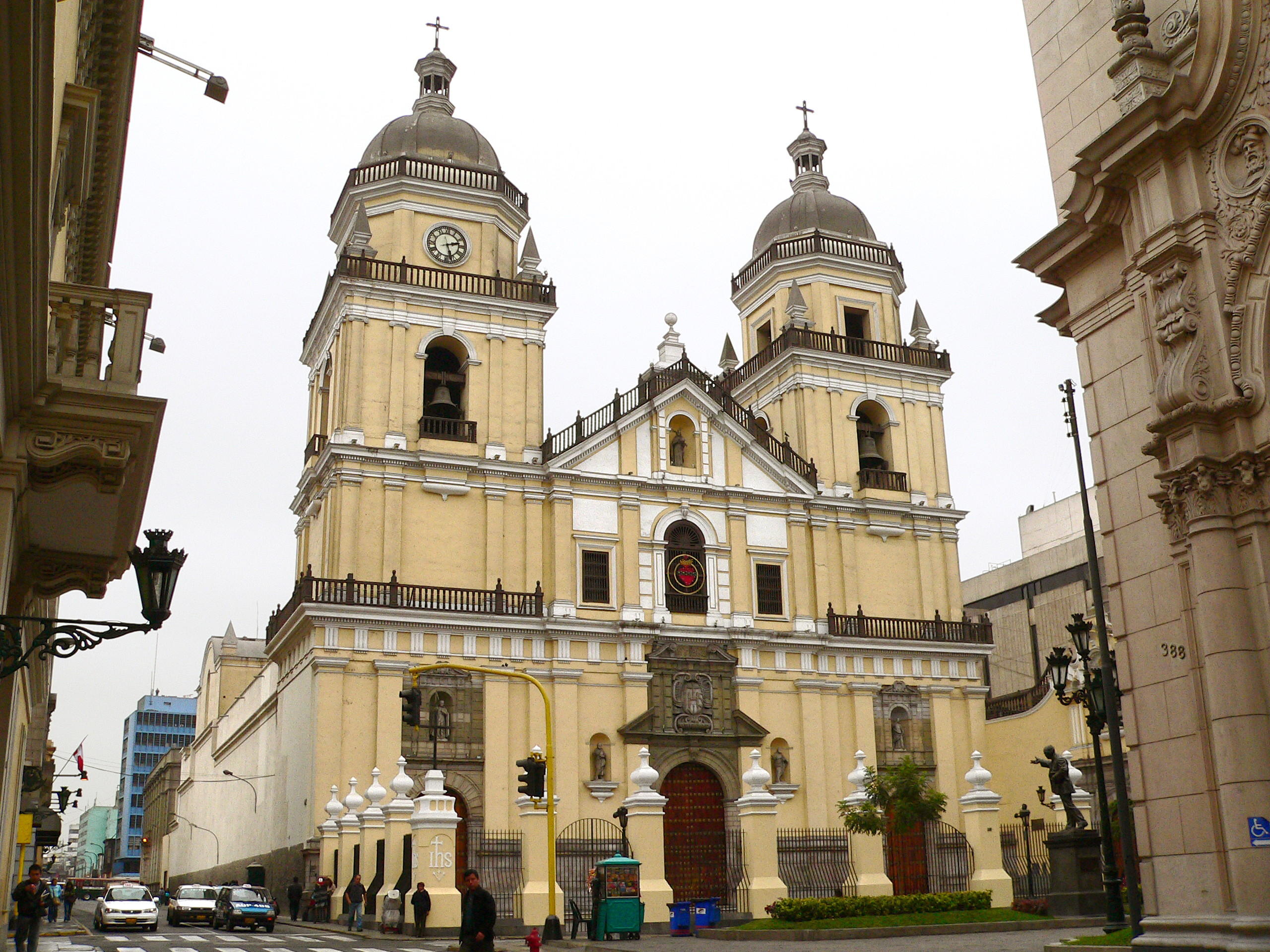
Basílica Menor de São Pedro

 A Basílica Menor e Convento de São Pedro, pertencente aos Jesuítas, constitui um dos mais importantes complexos religiosos da cidade de Lima, capital do Peru. Está localizada na área do Centro Histórico, declarado Patrimônio Mundial pela UNESCO.
Quando os Jesuítas chegaram em Lima em 1567 foram acolhidos pelos Dominicanos, sendo instalados em um solar que existia no local da presente basílica, e logo ano seguinte iniciaram a construção de uma igrejinha. Era uma capela muito simples e pobre, posta sob a proteção de São Paulo, e a decoração foi realizada com doações da comunidade, que reuniu algumas telas e pratarias para que o Santíssimo Sacramento pudesse ser exposto com dignidade. Em 1569 foi erguido um anexo maior no sítio da atual capela La Penitenciaria, e mais tarde foi construído um terceiro edifício ainda maior, o que perdura até hoje, com três naves e uma cúpula que é considerada uma das mais belas do Peru. 
Sua fachada é de um barroco sóbrio e elegante, com um bloco central ladeado por duas torres sineiras coroadas por cúpulas. Tem três entradas decoradas com frontispícios em pedra, sendo a do centro maior, acima da qual se abrem três janelas e sobre estas um frontão triangular com nicho para estátua arremata o bloco. Reforçando o desenho das cornijas a fachada e as torres possuem um incomum trabalho de gradis em ferro. Das suas três entradas, apenas a do centro é usada, e as outras só são abertas em caso de terremoto, incêndio, limpeza ou restauro, uma vez que o privilégio de possuir três portas era reservado às catedrais peruanas.
A decoração interna é rica em painéis de azulejos pintados, pinturas e talha, e tem dez capelas secundárias. Um de seus sinos, chamado popularmente de Abuelita (Avozinha), é o mais antigo do Peru. O templo foi consagrado em 1638 com a presença do Vice-Rei, o Conde de Chinchón, do Bispo Villareal e mais 130 religiosos da Ordem, sendo colocado sob a proteção de São Pedro.